# Industria aeronáutica militar

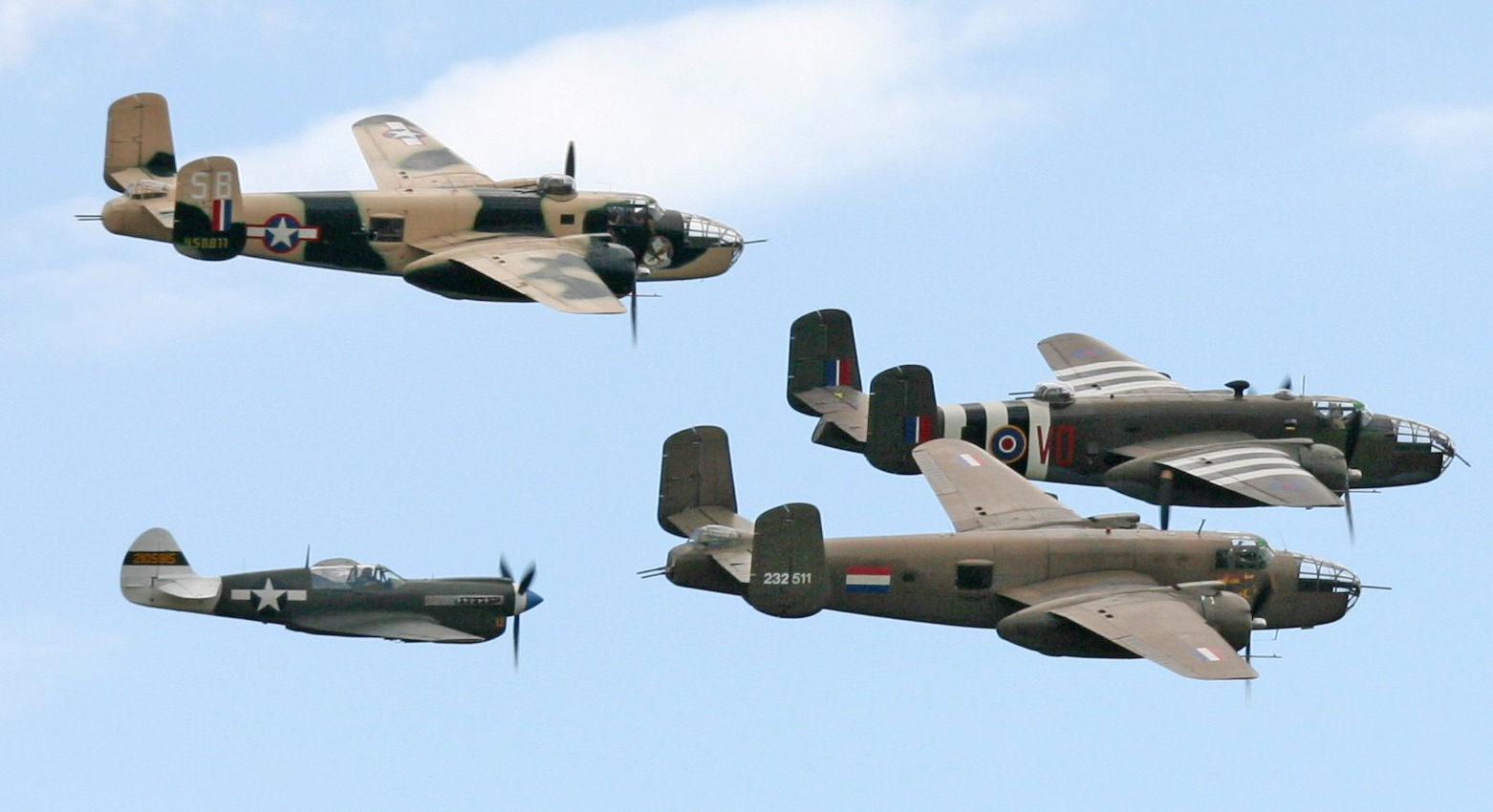
Un avión caza y 3 bombarderos de la época de la Segunda Guerra Mundial.

La industria aeronáutica militar es la industria que se encarga del diseño, prueba, fabricación y mantenimiento de aeronaves y sus dispositivos de navegación, orientación, ataque y defensa para usos militares. Las aeronaves militares son aquellos aviones de alas fijas o rotatorias que son operadas por ejércitos legales o insurrectos. Las aeronaves militares pueden ser de combate o no:
- Las aeronaves de combate son diseñadas para destruir equipamiento enemigo utilizando su propio armamento.[1] Las aeronaves de combate normalmente son desarrolladas y compradas solo por fuerzas militares.
- Aeronaves no combatientes son aeronaves que no han sido diseñadas para el combate como su propósito principal, Pero pueden llevar armas para defenderse. Estas aeronaves por lo general realizan tareas de apoyo, y pueden ser desarrolladas tanto por fuerzas militares como por organizaciones civiles.

## Aeronaves experimentales
Las aeronaves experimentales son diseñadas para probar conceptos avanzados de aerodinámica, estructuras, avioneta o propulsión. Las mismas por lo general son dotada de un amplio conjunto de instrumentos, y la información sobre su vuelo es registrada utilizando enlaces de telemetría o radio frecuencia con estaciones en tierra firma ubicadas en las zonas de ensayo por sobre las que vuelan. Un ejemplo de una aeronave experimental es el Bristol 188.